# Chrome Engine
Chrome Engine是一个3D游戏引擎，由波蘭的遊戲開發商Techland开发。最新版本为Chrome Engine 6，该引擎支持Microsoft Windows，PlayStation 3和Xbox 360。
Chrome Engine的发展历经九年。 该引擎支持“What You See Is What You Get”（所见即所得）并允许自由控制游戏关卡的内容。

## 历史版本

### Chrome Engine 1
Chrome Engine的第一个版本，用于FPS游戏。
使用此引擎的游戏：
- 《国际摩联格兰披治大赛》（FIM Speedway Grand Prix，2003）
- 《合金战士》（Chrome，2003）
- 《合金战士：特种部队》（Chrome: SpecForce，2005）

### Chrome Engine 2
一代的改进版，开始支持DirectX 9.0。
使用此引擎的游戏：
- 《劲爆拉力赛》（Xpand Rally，2004）
- 《反恐重击：哥伦比亚之战》（Terrorist Takedown: War in Colombia，2006）
- 《劲爆拉力赛：极限版》（Xpand Rally Xtreme，2006）
- 《反恐重击：隐秘行动》（Terrorist Takedown: Covert Ops，2006）
- 《GTI赛车》（GTI Racing，2006）
- 《国际摩联格兰披治大赛2》（FIM Speedway Grand Prix 2，2006）
- 《荣誉规则：法国外籍军团》（Code of Honor: The French Foreign Legion，2007）
- 《战争打击：反抗力量》（Battlestrike: Force of Resistance，2007）
- 《狙击手：胜利的艺术》（WWII Sniper: Art of Victory，2007）
- 《通用汽车拉力赛》（GM Rally，2009）

### Chrome Engine 3
开始支持DirectX 9.0c/10，实现了HDR，着色器和凹凸贴图。
使用此引擎的游戏：
- 《狂野西部》（Call of Juarez，2006）
- 《UAZ职业4驱锦标赛》（UAZ 4X4 Racing，2007）
- 《国际摩联格兰披治大赛3》（Fim Speedway Grand Prix 3，2008）
- 《摩托车赛联盟》（Speedway Liga，2009）
- 《国际摩联格兰披治大赛4》（Fim Speedway Grand Prix 3，2011）

### Chrome Engine 4
取消對DirectX 10的支持。目前这一代引擎，独立于以前的版本。
使用此引擎的游戏：
- 《狂野西部：生死同盟》（Call of Juarez: Bound in Blood，2009）
- 《狙击手：幽灵战士》（Sniper: Ghost Warrior，2010）
- 《疯狂越野》（Nail'd，2010）
- 《疯狂骑手》（Mad Riders，2012）

### Chrome Engine 5
使用此引擎的游戏：
- 《死亡岛》（Dead Island，2011）
- 《狂野西部：毒枭》（Call of Juarez: The Cartel，2011）
- 《死亡岛：激流》（Dead Island: Riptide，2013）
- 《狂野西部：槍手》（Call of Juarez: Gunslinger，2013）

### Chrome Engine 6
使用此引擎的游戏：
- 《消逝的光芒》（Dying Light，2015）
- 《地狱突袭》（Hellraid，2016）

### 未知Chrome Engine版本
- 《合金战士2》（Chrome 2）
- 《战争猎犬》（Warhound）